# 다뉴브 다리

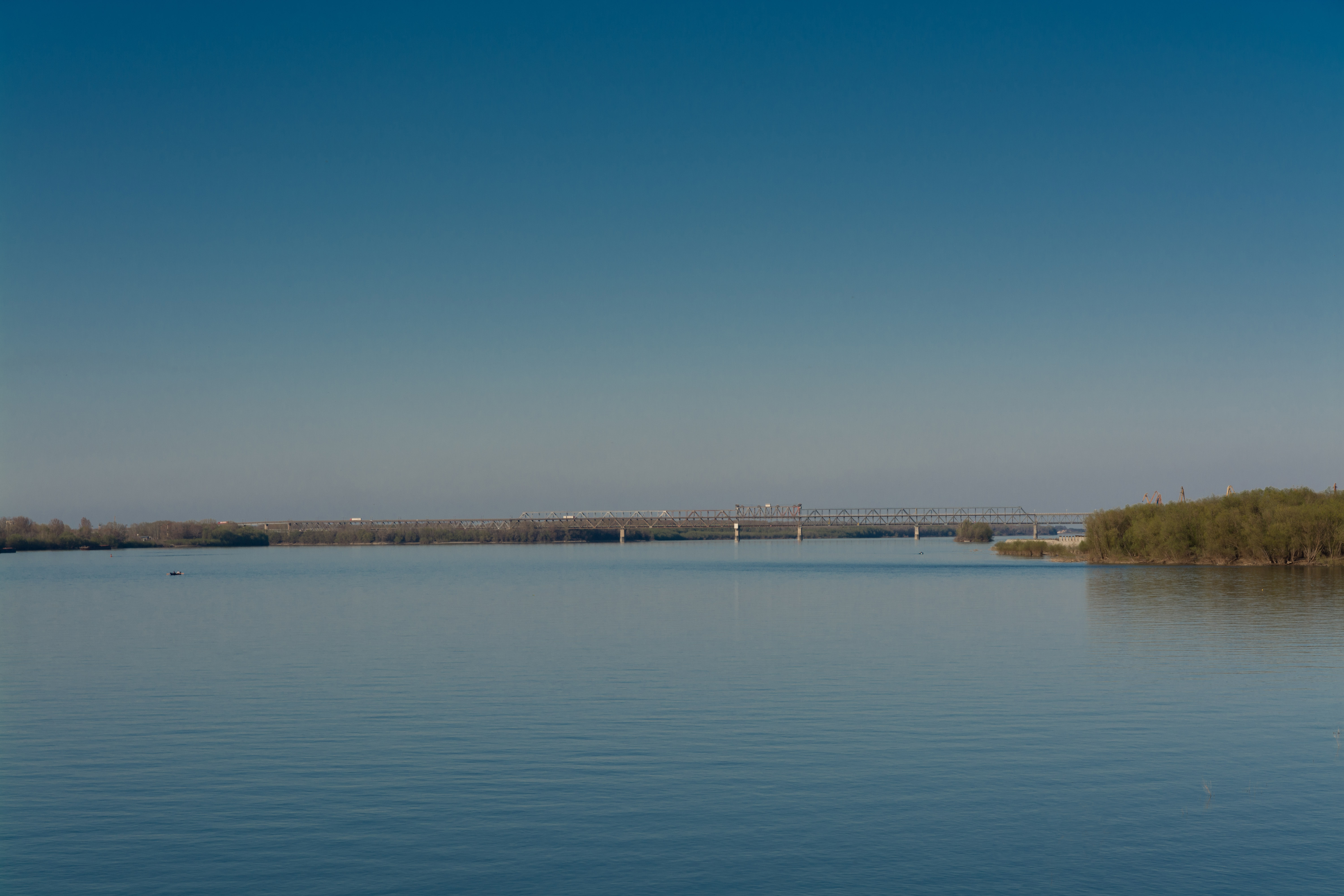
다뉴브 다리

다뉴브 다리(불가리아어: Дунав мост, 루마니아어: Podul Prieteniei Giurgiu-Ruse)는 불가리아의 도시 루세와 루마니아의 도시 지우르지우를 연결하는 다리이다. 다뉴브강 위에 위치하고 있다. 루마니아와 불가리아를 연결하는 두 개의 다리 중 하나이며, 다른 하나는 비딘(Vidin)과 칼라파트(Calafat) 도시 사이의 뉴 유럽 브리지(New Europe Bridge)이다.

## 같이 보기
- 유럽 고속도로 70호선
- 유럽 고속도로 85호선